# 1022年
| 千纪： | 2千纪 |
| 世纪： | 10世纪 \| 11世纪 \| 12世纪                                                                                 |
| 年代： | 990年代 \| 1000年代 \| 1010年代 \| 1020年代 \| 1030年代 \| 1040年代 \| 1050年代                            |
| 年份： | 1017年 \| 1018年 \| 1019年 \| 1020年 \| 1021年 \| 1022年 \| 1023年 \| 1024年 \| 1025年 \| 1026年 \| 1027年 |
| 纪年： | 壬戌年（狗年）；契丹太平二年；北宋兴元年；大理明启十三年；越南順天十三年；日本治安二年                     |

## 大事记
- 3月23日——宋朝皇帝宋真宗趙恆於汴京延慶殿駕崩，其諡號为文明章聖元孝皇帝，廟號为真宗。同日，十二歲的太子趙禎（趙受益）即位，由其嫡母劉太后（章獻明肅皇后）垂簾聽政。

## 出生
- 郭逵，宋朝将领。（1088年去世，66岁）

## 逝世
- 宋真宗赵恒，宋朝第三位皇帝。（53岁，968年出生，997年－1022年在位）